# Тузланска област
Тузланска област је била једна од 33 области Краљевинe СХС. Налазила се на подручју данашње Босне и Херцеговине. Седиште јој је било у Тузли. Настала је 1922. када је Краљевина СХС подељена на области, постојала је до 1929. године, када је укинута. Већи део њеног подручје је укључен у састав Дринске, а мањи у састав Врбаске бановине.
Административна подела
Област је садржавала срезове:
- Бијељински
- Брчки
- Власенички
- Градачачки
- Грачанички
- Зворнички
- Кладањски
- Маглајски
- Сребрнички
- Тузлански градски
- Тузлански сеоски